# 赤坑镇 (海丰县)
赤坑镇，是中华人民共和国广东省汕尾市海豐縣下辖的一个乡镇级行政单位。

## 行政区划
赤坑镇下辖以下地区：
青坑社区居民委、南土村、下兰村、古流村、茅湖村、赤花村、岗头村、社美村、仁家村、上埔村、尧陂村、船坞村、下围村、屿仔村、溪金村、大化村、石望村、下埔村、沙大村、吉屿村和长围村。